# Гортина
Гортина (словен. Gortina) је насељено место у општини Мута, Корушка регија, Словенија.

## Историја
До територијалне реорганизације у Словенији била је у саставу старе општине Радље об Драви.

## Становништво
У попису становништва из 2011. године, Гортина је имала 601 становника.
| Број становника према пописима | Број становника према пописима | Број становника према пописима |
| ------------------------------ | ------------------------------ | ------------------------------ |
| 1991                           | 2002                           | 2011                           |
| 524                            | 563                            | 601                            |

Напомена: Године 1953. настала спајањем насеља Сподња Гортина и Згорња Гортина, која су укинута. Године 1984. умањено за део насеља који је припојен насељу Мута.